# Stolzia atrifrons
Stolzia atrifrons är en insektsart som först beskrevs av Willemse, C. 1955.  Stolzia atrifrons ingår i släktet Stolzia och familjen gräshoppor. Inga underarter finns listade i Catalogue of Life.